# アレックス・パターソン
アレックス・パターソン（Alex Paterson、別名ドクター・アレックス・パターソン、1959年10月15日 - 、ロンドン・バタシー生まれ）は、イングランドのミュージシャンであり、アンビエント・ハウス・グループであるジ・オーブの共同創設者であり、それ以来のメイン・メンバーとして活動している。

## 略歴
パターソンは、1970年から1979年の間に、キリング・ジョークのベーシストとなるユースことマーティン・グローヴァーと一緒に、オックスフォードシャーにあるキングハム・ヒル・スクールに通っていた。パターソンは1980年代にはキリング・ジョークのローディーとなり、後にバンドが署名したレーベルであるEGレコードのA&Rとして働いた。
ニューヨークのラジオ局、とりわけ98.7 KISS FMの番組『チャック・チルアウト』は、彼の音楽の方向性を推進する力となった。1970年代後半、パターソンはバンド「Bloodsport」のために歌い、キリング・ジョークのライブ公演でもDJとしてプレイを行った。
1989年に、ユースとアレックス・パターソンは「WAU! Mr. Modo」レーベルを開始した。Napthali、Manasseh、Bim Sherman、Jah Warriorなどのアーティストによる一連のインダストリアル・テクノ・ダブとヘヴィ・サウンド・システム・ダブを扱ったレーベル初期リリース作品は、長い間、廃盤となっており、高額で個人販売されている。
1990年に、ジ・オーブがThe KLFのサイド・プロジェクトとして認識されていくというパターソンの懸念から、仲間でジ・オーブの共同創設者であるジミー・コーティとのコラボレーションは終了した。パターソンはジ・オーブの名前を継承した。最近になり、トランジット・キングスとして、コーティとパターソンは再びコラボレーションを行っている。パターソンはまた、クリス・ウェストン、ロバート・フリップ、トーマス・フェルマンとのコラボレーションであるFFWDにも関与した。
パターソンは、30年にわたってベジタリアンである。